# Кодзаи, Ёсихидэ
Ёсихидэ Кодзаи (яп. 古在 由秀 Кодзаи Ёсихидэ, 1 апреля 1928 — 5 февраля 2018) — японский астроном, специалист по небесной механике. Он наиболее известен благодаря открытию (одновременно с Михаилом Львовичем Лидовым), резонанса Лидова — Кодзаи, за которое он получил Императорскую премию Японской академии в 1979 году.
С 1988 по 1991 год был президентом Международного астрономического союза.
В 1989 году был удостоен Премии Дирка Брауэра от Американского астрономического общества. В 2009 году получил Орден культурных заслуг от правительства Японии.
Умер 5 февраля 2018 года из-за печеночной недостаточности.
В его честь назван астероид (3040) Кодзаи.